# Dwergskinken
Dwergskinken (Ablepharus) zijn een geslacht van hagedissen uit de familie skinken (Scincidae).

## Naam en indeling
De wetenschappelijke naam van de groep werd voor het eerst voorgesteld door Martin Lichtenstein in 1823. Ablepharus betekent vrij vertaald 'zonder oogleden' en is een samenstelling van de Griekse woorden α- (ontbrekend) en -βλεφαρον (ooglid). Dwergskinken worden ook wel aangeduid met slangenoogskinken omdat hun ogen overeenkomsten vertonen met die van slangen.

## Uiterlijke kenmerken
Dwergskinken blijven relatief klein en bereiken een totale lichaamslengte van ongeveer tien centimeter inclusief de staart. Het lichaam is langwerpig van vorm, de staart is langer dan het lichaam. Het gehele lichaam is voorzien van gladde schubben. De voor- en achterpoten zijn relatief klein. Op het midden van het lichaam zijn 18 tot 26 rijen schubben in de lengte aanwezig.
De ogen zijn niet beweeglijk en zijn over het oog vergroeid tot een doorzichtige bril. Dit komt ook voor bij slangen en sommige andere groepen van hagedissen zoals de soorten uit het verwante geslacht Panaspis. Op de kop ontbreken de supranasaalschubben, dit is een verschil met andere geslachten van skinken.

## Verspreiding en habitat
Alle soorten komen voor in delen van oostelijk Europa, op het Arabisch Schiereiland en uiterst noordelijk Afrika (Egypte) tot in delen van westelijk Azië.
De habitat bestaat uit de bodem van begroeide gebieden, de hagedissen houden zich schuil onder stenen of in de strooisellaag.

## Soorten
Er zijn tien soorten, de meest recent beschreven soort is Budaks slangenoogskink (Ablepharus budaki, Göçmen, Kumlutas & Tosunoglu, 1996). Onderstaand zijn de verschillende dwergskinken weergegeven, met de auteur van de soort en het verspreidingsgebied.
| Naam                                       | Auteur                               | Verspreidingsgebied |
| ------------------------------------------ | ------------------------------------ | --- |
| Ablepharus bivittatus                      | Ménétries, 1832                      | Armenië, Azerbeidzjan Iran, Rusland, Turkije |
| Budaks slangenoogskink (Ablepharus budaki) | Göçmen, Kumlutas & Tosunoglu, 1996   | Griekenland (Cyprus), Syrië, Turkije, mogelijk in Libanon |
| Ablepharus chernovi                        | Darevsky, 1953                       | Armenië, Syrië, Turkije |
| Ablepharus darvazi                         | Yeriomchenko & Panfilov, 1990        | Tadzjikistan |
| Ablepharus deserti                         | Strauch, 1868                        | Kazachstan, Kirgizië, Oezbekistan, Tadzjikistan, Turkmenistan |
| Ablepharus grayanus                        | Stoliczka, 1872                      | Afghanistan, India, Iran, Pakistan |
| Johannisskink (Ablepharus kitaibelii)      | Bibron & Bory de Saint-Vincent, 1833 | Albanië, Bosnië en Herzegovina, Bulgarije, Egypte, Griekenland, Israël, Jordanië, Libanon, Hongarije, Kroatië, Montenegro, Roemenië, Rusland, Slowakije, Syrië, Tsjechië, Turkije, mogelijk in Irak |
| Ablepharus lindbergi                       | Wettstein, 1960                      | Afghanistan |
| Ablepharus pannonicus                      | Fitzinger in Lichtenstein, 1823      | Afghanistan, Azerbeidzjan, Georgië, India, Irak, Iran, Jordanië, Kirgizië, Oezbekistan, Oman, Pakistan, Syrië, Tadzjikistan, Turkmenistan, Verenigde Arabische Emiraten                             |
| Ablepharus rueppellii                      | Gray, 1839                           | Egypte, Israël |